# Іноуе Такехіко
Іноуе Такехіко (яп. 井上 雄彦, Inoue Takehiko, нар. 12 січня 1967 , Окучіd, Каґошіма ) — японський художник манґи. Він найбільш відомий завдяки баскетбольній серії Slam Dunk (1990—1996) та манзі Vagabond, які є одними з найбільш продаваних серій манґи в історії. Багато його робіт присвячено баскетболу, адже сам Іноуе був великим шанувальником цього виду спорту. У 2012 році Іноуе став першим лауреатом культурної премії Asia Cosmopolitan Awards.

## Ранні роки і освіта
Іноуе народився в Ісі, Каґосіма, і з дитинства захоплювався малюванням. Під час початкової та молодшої школи Іноуе приєднався до клубів кендо та баскетболу, ставши капітаном останнього. На третьому курсі середньої школи Іноуе пройшов літній курс у підготовчій школі мистецтва з планом вступу до художнього університету, але такі школи були надто дорогими, тому він пішов до університету Кумамото поблизу свого рідного міста. Там він вивчав літературу. Його публікація у Weekly Shonen Jump привернула увагу редактора Тайдзо Накамури, і у віці 20 років Іноуе кинув коледж, щоб переїхати до Токіо та продовжити кар'єру художника манги.

## Кар'єра
До свого дебюту Іноуе був асистентом Цукаси Ходжо в манзі  «City Hunter». Він дебютував у 1988 році, коли Purple Kaede (яп. 楓パープル) з'явився в журналі Weekly Shonen Jump. Він отримав 35-у щорічну премію Тедзука. Його перша серіалізація була в 1989 році з Chameleon Jail, для якої він був ілюстратором історії, написаної Кадзухіко Ватанабе.
Перша справжня слава Іноуе прийшла з його наступною мангою Slam Dunk про баскетбольну команду середньої школи Шохоку. Вона публікувалася у Weekly Shōnen Jump з 1990 по 1996 рік і була продана тиражем понад 170 мільйонів копій по всьому світу. У 1995 році вона отримала 40-ту щорічну премію Shogakukan Manga в категорії шьонен, а у 2007 році була оголошена улюбленою мангою Японії. Slam Dunk був адаптований у 101 епізод аніме-серіалу та чотири фільми. Популярність манги викликала сплеск інтересу до баскетболу серед японської молоді, що призвело до того, що Іноуе та його видавець Shueisha створили програму стипендій Slam Dunk у 2006 році, а Іноуе отримав подяку від Японської баскетбольної асоціації за допомогу в популяризації баскетболу в Японії.
Іноуе запустив Buzzer Beater як вебкомікс у травні 1996 року на веб-сайті Sports-i ESPN (нині J Sports). Комікс розповідає про баскетбольну команду із Землі, яка намагається змагатися на міжгалактичному рівні. Buzzer Beater був адаптований у 13 епізодах аніме-серіалу у 2005 році. У 2007 році була знята другий сезон з 13 епізодів. Обидва сезони були анімовані TMS Entertainment.
Vagabond була наступною мангою Іноуе, адаптованою з вигаданих розповідей Ейдзі Йосікави про самурая Міямото Мусасі, яку він почав малювати в 1998 році. У 2000 році серіал отримав премію манґи Коданся за загальну мангу та Гран-прі 6-ї церемонії вручення культурних нагород Осаму Тедзука у 2002 році, отримавши її разом із колегою-манґакою Кентаро Міурою.
Ще працюючи над Vagabond, Іноуе почав малювати Real у 1999 році, свою третю баскетбольну мангу, яка зосереджена на баскетболі на візках. У 2001 році на Японському фестивалі медіа-мистецтва він отримав нагороду Excellence Prize. Іноуе також створив дизайни персонажів для рольової гри Xbox 360 Lost Odyssey на основі вихідного матеріалу, наданого Хіронобу Сакагучі. Сакагуті шукав Іноуе за його талант зображувати «людей» і його здатність «ілюструвати внутрішні емоції персонажа», оскільки метою відеогри було пояснити людей.
У березні 2011 року Іноуе намалював великі зображення буддистського чернця Сінрана на дванадцяти складних ширмах для демонстрації в храмі Східний Хонган у Кіото. На картинах зображені Сінран і Хонен, які пробираються через воду з групою послідовників, і зображення Сінрана з птахом.
У 2013 році Іноуе опублікував ілюстровані мемуари подорожей про життя та архітектуру Антоніо Гауді під назвою «Пепіта: Такехіко Іноуе зустрічає Гауді», де докладно описує його думки та подорожі Каталонією.
У 2013 році Міністерство закордонних справ Японії призначило Такехіко Іноуе послом на святкування 400-річчя доброї волі Японії та Іспанії до 31 липня 2014 року.
У 2022 році Іноуе дебютував як режисер з аніме-адаптацією своєї манги Slam Dunk під назвою The First Slam Dunk. Іноуе також написав сценарій та історію для фільму. У 2024 році він отримав нагороду за найкращу режисуру та найкращий сценарій за свою роботу на Tokyo Anime Award Festival.

## Праці

### Серіальна манга
- Chameleon Jail (1989—1990)
- Slam Dunk (1990—1996)
- Buzzer Beater (1996—1998)
- Vagabond (1998—2015) (на перерві)
- Real (1999–дотепер)

### Різне
- Пепіта: Такехіко Іноуе зустрічає Гауді (2013)